# Imperfekt konkurrens
Imperfekt konkurrens är en marknad där konkurrensen har brister. Det kan till exempel vara på grund av monopol eller oligopol.